# Bitwa o Czarnobyl (2022)
Bitwa o Czarnobyl – bitwa stoczona podczas inwazji rosyjskiej na Ukrainę 24 lutego 2022 roku.

## Przebieg
Około godziny 7:00 pracownicy elektrowni w Czarnobylu zostali poinformowani, że Rosja rozpoczęła inwazję na Ukrainę. W strefie wykluczenia rano przebywało około 300 osób.
Po kilku godzinach rosyjskie siły, które były stacjonowane na Białorusi, przekroczyły granicę strefy wykluczenia w okolicach opuszczonego osiedla Wilcza i dotarły do głównego biura elektrowni o godzinie 14:00. W kolejnych godzinach dowódcy Gwardii Narodowej oraz kierownictwo elektrowni prowadzili rozmowy o kapitulacji z Rosjanami, a ukraiński rząd ogłosił publicznie, że Rosja rozpoczęła atak na teren elektrowni w Czarnobylu.
29 marca rosyjski wiceminister obrony Aleksandr Fomin poinformował o wycofaniu rosyjskich wojsk z okolic Kijowa. 1 kwietnia Państwowa Agencja Zarządzania Strefą Wykluczenia ogłosiła, że rosyjskie wojska całkowicie wycofały się z Elektrowni Atomowej w Czarnobylu.